# Witchampton
Witchampton – wieś w Anglii, w hrabstwie Dorset, w dystrykcie (unitary authority) Dorset. Leży 34 km na północny wschód od miasta Dorchester i 151 km na południowy zachód od Londynu.